# Ivo Babuška
Ivo M. Babuška (Praga, 22 de marzo de 1926-12 de abril de 2023) fue un matemático checoestadounidense, conocido por sus estudios en el campo del método de los elementos finitos y por la demostración del Teorema de Babuška-Lax-Milgram, en el campo de las Ecuaciones en derivadas parciales.
Se le debe uno de los resultados más conocidos en el área de los elementos finitos: la llamada condición Babuska-Brezzi (también conocida como condición Babuska-Brezzi-Ladysenskaja, condición inf-sup o, simplemente, condición LBB), que establece condiciones suficientes para la estabilidad de problemas mixtos en derivadas parciales. La condición LBB ha llevado a matemáticos e ingenieros a desarrollar formulaciones para problemas tan importantes, desde un punto de vista práctico, como los de Darcy, Problema de Stokes y problema de Navier-Stokes.
Además, también realizó trabajos sobre métodos adaptativos, así como por las versiones p y hp del método de los elementos finitos.
Desarrolló también el marco matemático para los métodos de partición de la unidad.

## Biografía
Estudió ingeniería civil en la Universidad Técnica Checa en Praga, donde recibió el diploma de Ingeniero en 1949. En 1951 obtuvo la titulación superior, siendo dirigida su disertación por Eduard Čech y Vladimir Knichal. En 1955 y en 1960 obtuvo dos tesis.
Babuška trabajó en el campo de las matemáticas, las matemáticas aplicadas, los métodos numéricos, el método de los elementos finitos, y de mecánica computacional. En 1968, se convirtió en profesor en la Universidad de Maryland, donde se jubiló en 1996 como Profesor Distinguido de la Universidad. Entonces, se trasladó al Instituto de Ingeniería y Ciencias Computacionales de la Universidad de Texas en Austin donde ocupa la Cátedra Robert B. Trull de Ingeniería.

## Publicaciones y premios
Publicó más de 300 artículos en revistas arbitradas, más de 70 artículos en actas de congresos y varios libros.Fue conferenciante invitado en las principales conferencias internacionales y miembro de numerosos consejos editoriales de revistas científicas. Recibió gran cantidad de premios por su trabajo, incluyendo cuatro doctorados honoris causa, el premio de Matemáticas del estado checoslovaco, el premio Birkhoff y el Premio Humboldt de la República Federal de Alemania. Fue miembro honorario de relaciones exteriores de la Sociedad Checa de Análisis y ha recibido la Medalla de Bolzano. En 2003, la Unión Astronómica Internacional dio nombre a un asteroide —el (36060) Babuška—. En 2005, fue galardonado con la Medalla de Honor "De Scientia et Humanitate Optime Meritis" y fue elegido miembro de la Academia Nacional de Ingeniería estadounidense. Fue también miembro de la Academia de Medicina, Ingeniería, y Ciencias de Texas.